# Juan Ramón Jiménez
Juan Ramón Jiménez Mantecón (Moguer, Andaluzija, 24. prosinca 1881. – San Juan, Portoriko, 29. svibnja 1958.)  je španjolski književnik (liričar) i nobelovac.
Jimenez je počeo pisati kao petnaestogodišnjak te je svoju prvu knjigu objavio s 19 godina. Obrazovao se na Jezuitskoj akademiji pokraj Cadiza te je nakratko studirao pravo na Sveučilištu u Sevilli. Radio je dvadesetak godina kao urednik mnogobrojnih časopisa i prevodio. Bolovao je od depresije.
Smatran je predstavnikom modernizma i jednim od pjesnika Generacije '98. Njegov rad se tijekom godina mijenja i pomalo udaljava od modernizma. Poznat je po tome što je zastupao i kultivirao tzv. čistu poeziju (španjolski poesía pura)
Nakon što je izbio Španjolski građanski rat, a on se protivio frankizmu, żivio je neko vrijeme u egzilu na Kubi da bi 1946. našao drugi dom u San Juanu, Portoriko, u kojem je 1958. i umro.